# Манли (Ајова)
Манли (енгл. Manly) град је у америчкој савезној држави Ајова. По попису становништва из 2010. у њему је живело 1.323 становника.

## Демографија
Према попису становништва из 2010. у граду је живело 1.323 становника, што је -19 (-1.4%) становника више него 2000. године.
| Група             | 2000.         | 2010.         |
| Белци             | 1.289 (96,1%) | 1.268 (95,8%) |
| Афроамериканци    | 13 (1,0%)     | 7 (0,5%)      |
| Азијати           | 1 (0,1%)      | 4 (0,3%)      |
| Хиспаноамериканци | 22 (1,6%)     | 33 (2,5%)     |
| Укупно            | 1.342         | 1.323         |